# Зденек Зикан
Зденек Зикан (чеськ. Zdeněk Zikán, 10 листопада 1937, Прага — 14 лютого 2013, Прага) — чехословацький футболіст, що грав на позиції нападника, зокрема, за клуб «Градець-Кралове», а також національну збірну Чехословаччини.

## Клубна кар'єра
У футболі дебютував 1955 року виступами за команду «Моторлет» (Прага).
Згодом з 1956 по 1960 рік грав у складі команд «Спартак Прага Соколово» і «Дукла» (Пардубіце).
1960 року перейшов до клубу «Спартак» (Градець-Кралове), за який відіграв 10 сезонів. Зіграв у 241 матчі чемпіонату, забивши 82 голи.
Завершив професійну кар'єру футболіста виступами за команду «Спартак» (Хрудім).

## Виступи за збірну
1958 року дебютував в офіційних матчах у складі національної збірної Чехословаччини. Протягом кар'єри у національній команді провів у її формі 4 матчі, забивши 5 голів.
У складі збірної був учасником чемпіонату світу 1958 року у Швеції, де зіграв з ФРН (2-2), Аргентиною (6-1) і знову проти Північною Ірландією (1-2).
Помер 14 лютого 2013 року на 76-му році життя у місті Прага.